# 鬼束大我
鬼束 大我（おにつか たいが、1998年7月9日 - ）は日本のジャズドラマー。アーティスト名：大我（たいが）。日本国外のジャズファンを中心に「TIGER」とも呼ばれる。京都府出身、在住。

## 来歴・人物
9歳の時にJAZZの名門レーベル『Colombia/SAVOY』と日本人3人目となる契約を結び、同レーベルと『Spice Records』からアルバムを異例の2枚同時リリースしメジャーデビューを果たした。これはジャズのみならず、全てのジャンルを通して音楽界における史上最年少ドラマーのリーダーアルバムとなり、ギネスブックに「世界最年少プロドラマー」として正式に認定された（当時）。その際に行われたニューヨークでの受賞記念記者会見は全世界に放映され、幅広く知られる存在となる。ギネスブック巻頭ではマイケル・ジャクソンと並び紹介され、ジャズ界を牽引する有望な存在として世界を驚かせた。現在、世界を駆け巡るリトル音楽大使として、日本国内外で活動中。演奏活動の傍ら、母校であるミュージックラボ（京都市）の最年少インストラクターとして、ドラマーを目指す幼児から同世代の子供達と音楽の輪を広げている。

### 生い立ち
1998年に誕生し、寅年生まれでもあることから大我と名付けられる。ジャズを聴きながら育ち、2歳の頃からは数多くのジャズライブにも触れ、ジャズを「日常の音楽」として体に染み込ませる。5歳から西代一博（京都市・ミュージックラボ）に師事し本格的にジャズドラムを始める。幼稚園在籍中から関東・関西・ニューヨークのジャムセッションへ参加。著名ミュージシャンのライブ乱入を繰り返し、同時に3年間、雨風に打たれながら150回に及ぶストリート演奏で「心に届き感動できるジャズ」という音楽観を育てる。その活動が新聞などに取り上げられ“ジャズの申し子”として注目を集めた。その後、ベーシスト西山満の計いで6歳10ヶ月でプロデビューを果たす。

### 音楽活動
2005年、7歳でニューヨークに渡り、ミンガス・ビッグ・バンドやエディ・ヘンダーソン(tp)、エリック・アレキサンダー(ts)、ライアン・カイザー(tp)、マイク・ルドン(p)等と共演。そのライブが話題となり、ジャズクラブから出演オファーを受け、ハーレムでの自己名義の初ライブを行った。「老練な黒人ドラマーのような本物の4ビート感覚」「エルヴィン・ジョーンズの再来」「アート・ブレーキーの生まれ変わり」等と絶賛され、「背中にファスナーが付いていて、その中にジャズのルーツを大切にする黒人のドラマーが入っているに違いない！」と、日本よりむしろNYの大物ジャズメンの間で知られる存在となった。
2008年、一時アメリカを拠点にし、ニューヨークとニューオリンズというジャズの2大メッカにて自己名義ライブとレコーディングを実現。
ニューヨークの名門ジャズクラブ「ヴィレッジ・ヴァンガード」ではルー・ドナルドソン(as)、デイヴィット・ウォン（b）と共演。また、老舗「ミントンズ」では大我のバースデイライヴが行われ、シュガーヒルバンドと共演した。「スモーク」ではエディ・ヘンダーソン（tp）、ジョン・ファーンズワース（ts）、カールトン・ホルムズ（p）、ドウェイン・バーノ（b）等を従え出演。1ブロック先まで長蛇の列ができたこのライブには、噂を聞きつけたケイコ・ジョーンズが訪れ、後日、巨匠エルヴィン・ジョーンズの自宅に招待される。彼の遺品・遺作・志に感銘を受け、国境・差別を超えた音楽の輪を広げる活動の展開を追求するようになる。
2008年6月、ニューヨークの名門「クリントンスタジオ」（フランク・シナトラ、トニー・ベネット、ソニー・ロリンズ、ウィントン・マルサリス、プラシド・ドミンゴ、スティング、ビヨンセ等がレコーディングした）にて、ベーシストのバスター・ウィリアムス、ピアニストのベニー・グリーンとともに、3rdアルバム「A Time In New York」を収録。2009年2月には同メンバーで全国ツアーを敢行。人種や言葉を超えた三世代トリオによる濃厚なジャズの対話は、大きな感動とともに高い評価を受けるツアーとなった。
ニューオリンズでは地域最大のジャズ専門ラジオ番組WWOZに出演。その後、カーミット・ラフィンズ(vo, tp)、デルフィーヨ・マルサリス(tb)、マーロン・ジョーダン(tp)、ジョージ・フレンチ（vo, b）等大物との共演し、復興の遅れる街中で希望の話題となった。また、セカンドラインに象徴されるストリートパフォーマンスを行い、ジャズのルーツを探る旅を続けた。
2007年に自己バンドTiger, Burning Brightを結成し、日本国内外のステージでパフォーマンスを披露している。2008年、自ら大ファンである阪神タイガースに招聘され、FUN感謝デーでのオープニングアクトを行った。
既に2008年のメジャーデビュー前の時点で、「オニツカタイガー」（アシックス社のブランド）から衣装提供を受けていた。

### 多岐にわたるミュージシャンとの交流
演奏活動の一方で、ハーレムの名ドラマー、グレッグ・バンディをはじめ、ルイス・ナッシュやケニー・ワシントンなど、本物を継承する名ドラマーたちとも親交が深く、とくにワシントンからは不定期ながら会う度にレッスンやアドヴァイスを受けるなど、常にリアルジャズを追求し続けている。
また、ジャズ界以外でも、クラシック界にも交流のある音楽家は多く、世界的指揮者・佐渡裕をはじめ、ヴァイオリニスト古澤巌、ピアニスト三舩優子、雅楽の東儀秀樹らと交流し、作曲家・神津善行の音楽講座では公演を行うなどしている。さらに、ロック界のカリスマギターリストCHARとも共演した。トランペッター日野皓正の著書「逆光」ではジャズを継承する有望なドラマーとして紹介された。

### 主な公演
- 2005年9月19日 守口門真ジャズフェスティバル
- 2006年8月19日 - 20日 韓国国際ジャズフェスティバル
- 2006年9月17日 和泉の国ジャズストリート
- 2006年12月2日 ウインターライブ（京都精華大学アセンブリーアワー講演会）
- 2007年5月13日 関西打楽器フェスティバル
- 2007年5月19日 京都JAZZ@上賀茂神社（国宝神殿）
- 2007年10月7日 横濱ジャズプロムナード（ランドマーク大ホール）穐吉敏子トリオで演奏。
- 2007年10月30日 三笠宮主催「愛のコンサート」（メルパルクホール）日野皓正、山下洋輔、渡辺香津美とのコラボレーションで圧倒的なパフォーマンスを披露
- 2007年11月3日 銀座インターナショナルジャズフェスティバル〔Tiger, Burning Bright〕
- 2008年4月13日 BIG BAND FESTIVAL2008（日比谷公会堂）へゲスト出演
- 2008年8月2日 東京JAZZサーキット〔Tiger, Burning Bright〕
- 2008年8月31日 Summer Jazz Festival（日比谷公会堂）〔Tiger, Burning Bright〕
- 2008年10月3日 - 5日　韓国ソウルドラムフェスティバル〔Tiger, Burning Bright〕
- 2008年12月3日 - 4日、シンガポール大統領招聘でチャリティー事業CHILD AIDコンサートへ日本国外ゲストとして出演。
- 2008年12月4日 アジアの文化博覧会Asia On The Edge（日本からは作家の金原ひとみらも参加）にてコンサート。
- 2009年1月21日 - 23日 「Bread & Butter」（スペイン・バルセロナにて開催された世界最大級ファッション祭でのパフォーマンス）〔Tiger, Burning Bright〕
- 2009年5月31日 神戸国際会館復興10周年事業：神戸ジャズフェスティバル〔Tiger, Burning Bright〕
- 2009年11月1日 TOKYO KIDS Music and Rhythms 2009（都庁前広場）〔Tiger, Burning Bright〕
- 2010年9月4日 Hank Jones Memorial Concert
- 2011年1月22日 中国中央テレビにて初の国外ゲストとしてライブ収録

### メディア出演
これまでのメディア露出は「題名のない音楽会」、「ミュージックステーション」、「たけしの誰でもピカソ」、「NHKモンスター」「NHKスーパーキッズ」、「もっともっと関西」、「せやねん!」、「なるトモ!」のほか、ニュース番組やワイドショー、バラエティ番組にも出演している。生出演及び密着報道特集などを含め、ジャズドラマーとして初の全国ネット全局出演を果たし注目を集めた。
また、アメリカ、ブラジル、シンガポール、中国、韓国など海外のテレビにも出演。2011年には、中国中央テレビの新放送番組初回を大我が飾り、外国人初のスタジオ収録となった。この番組は約7億人が視聴した。

## 作品

### リーダーアルバム
『TIGER!』（2008年4月23日）
カルロス菅野、KANKAWA、辛島文雄、クリヤマコト、井上陽介、などが参加するデビューアルバム。本作の発表をもって、ギネスブックに世界最年少ドラマーとして認定された。PVが収録されたDVD付きの限定版も同時発売された。
『Incredible TIGER-Live-』（2008年4月23日）
デビューアルバムと同時発売された、エディ・ヘンダーソンや自己バンドTiger, Burning Brightとのライブセッション収録CD。このアルバムについては、テレビ朝日系「ミュージックステーション」で紹介され、VTR出演も果たしている。
『A Time In New York』（2008年10月22日）
60代の黒人ベーシスト、バスター・ウイリアムスと40代の白人ピアニスト、ベニー・グリーンと共演。彼らに「なぜ、たった10歳の少年にこれほどのジャズが表現ができるのか解からない」と言わしめた。同メンバー翌年にジャパンツアーを敢行し、好評を収めている。

### Tiger, Burning Brightのアルバム
- 『What's Happiness』(2007 TRJ Records)
- 『Cathedral』(2007 TRJ Records)

### DVD
- 『I Got Jazz』（2004 TRJ Records）